# Didbrook
Didbrook – wieś w Anglii, w hrabstwie Gloucestershire. Leży 4 km od miasta Winchcombe. W 1931 roku civil parish liczyła 160 mieszkańców.